# Martim Correia da Silva (II)

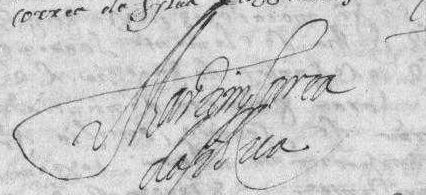
Assinatura de Martim Correia da Silva enquanto padrinho de baptismo de um filho de Bernardo de Mendonça Corte-Real, ocorrido na paróquia de Nossa Senhora da Luz de Tavira em 1618.

Martim Correia da Silva era filho de Henrique Correia da Silva, e substituiu o pai na função de Alcaide de Tavira quando este assumiu as funções de Governador do Algarve em 1637. Entretanto, entre 1640 e 1642 assumiu as funções do Governador de Mazagão. Mais tarde, regressou a Portugal e foi governador do forte de São Julião da Barra. Em 1645, fez ver ao rei a necessidade de reparação do referido forte. Depois, entre 1657 e 1663, exerceu, tal como o pai e avô, o lugar de Governador do Algarve. Como governador, foi responsável pelo erigir das actuais muralhas do centro histórico de Faro, no quadro da Guerra da Restauração.

## Dados genealógicos
Filho de Henrique Correia da Silva, 19º Governador das Armas do Reino do Algarve, e de D. Maria Violante de Castro, filha de D. Antão Soares de Almada.
Casou com Violante de Albuquerque, filha de Simão Gonçalves de Ataíde e Isabel de Albuquerque.
Tiveram os seguintes filhos:
- Henrique Correia da Silva
- Francisco Correia da Silva, "aventureiro", natural de Lisboa, capitão de cavalos[3].
- Simão Correia da Silva, 6.° conde da Castanheira pelo seu casamento[4].
- Francisca Joana de Albuquerque, natural de Évora[2], casada com Manuel da Cunha e Meneses, igualmente natural de Évora, filho de Tristão da Cunha Ribeiro e de Antónia da Silva, filha de Antão de Almada, 7.º conde de Avranches[5].

Era neto do primeiro Martim Correia da Silva que foi o primeiro alcaide de Tavira dentro da família dos Correias da Silva.